# N’tji Michel Samaké
N’tji Michel Samaké (ur. 27 czerwca 1994) – malijski piłkarz grający na pozycji bramkarza. Jest wychowankiem klubu CS Duguwolofila.

## Kariera piłkarska
Swoją karierę piłkarską Cruz rozpoczął w klubie CS Duguwolofila. W 2014 roku awansował do pierwszego zespołu.

## Kariera reprezentacyjna
W 2015 roku Samaké został powołany do reprezentacji Mali na Puchar Narodów Afryki 2015. Tam był rezerwowym bramkarzem i nie rozegrał żadnego meczu.